# Visionary (Gordon Giltrap)
Visionary is het vijfde studioalbum van Gordon Giltrap.
Giltrap was niet tevreden met zijn vorige album Giltrap; hij vond de productie maar matig en zat op een dood spoor. Het was rond deze tijd dat hij als muzikant kennis maakte met het werk van William Blake; hijzelf gaf later toe, dat hij op school al meer met gitaar bezig was dan met huiswerk. Al eerder (circa 1972) werd hij gevraagd door Larry Norman, een Amerikaans gospelzanger om een nummer met hem op te nemen. Norman wilde George Martin als muziekproducent, maar deze had andere werkzaamheden en wees hem (en indirect ook Giltrap) op productiemaatschappij Triumvirate. Dat trio bestaande uit Rod Edwards, Roger Hand en Jon Miller kreeg wel vaker werk, dat Martin niet interessant genoeg vond.
Toen Giltrap zijn ideeën voor Visionary aan de man probeerde te brengen, wendde hij zich weer naar het genoemde productietrio. Zij hadden een eigen geluidsstudio Sound Associates Studio in Londen. Er werden demo's opgenomen en het album kon worden uitgegeven door The Electric Record Company. De stijl van Giltrap wijzigde radicaal. Hij was eerst een singer-songwriter, die alles op muzikaal gebied zelf kon bepalen. Nu moest het gelijk met de metronoom spelen, want andere stemmen werden later pas toegevoegd.
De hoes was toen niet naar de zin van Giltrap; hij wilde een afbeelding van Blake. Echter de platenmaatschappij wilde iets anders. De achterkant van de hoes werd voorzien van een prisma, een verwijzing naar The Dark Side of the Moon, de prisma verscheen ook op het label.

## Musici
Het is een van de eerste albums waarop een later wereldberoemde drummer zijn kunnen laat tonen, de toen nog tiener Simon Philips.
- Gordon Giltrap – akoestische gitaar
- John Bailey – elektrische gitaar
- Rod Edwards – toetsinstrumenten
- John G. Perry – basgitaar
- Simon Phillips – slagwerk
- Chris Mercer – saxofoons
- Jeff Daly – baritonsaxofoon
- Burch Hudson, Henry Lowther – trompet
- Chris Pyne – trombone
- Tony Carr, Roger Hand – percussie
- Shirlie Roden – zang
- strijkorkest, onder leiding van Pat Halling

## Muziek
Het album is diverse keren opnieuw uitgegeven met steeds weer andere bonustracks. Onderstaand overzicht komt van de uitgave van Esoteric Recordings. Vanaf track 11 is het bonusmateriaal.
| Nr. | Titel                           | Duur           |
| --- | ------------------------------- | -------------- |
| 1.  | Awakening                       | 3:02           |
| 2.  | Robes and crowns                | 1:24           |
| 3.  | From the four winds             | 3:30           |
| 4.  | Lucifer's cage                  | 4:07           |
| 5.  | Revelation                      | 3:43           |
| 6.  | The price of experience         | 2:22           |
| 7.  | The dance of Albion             | 1:56           |
| 8.  | The tyger                       | 2:00           |
| 9.  | The echoing green               | 2:01           |
| 10. | London                          | 3:02           |
| 11. | Night                           | 3;56           |
| 12. | Concerto (Movement 1-3)         | 4:31/4:41/3:58 |
| 15. | On wings of hope                | 3:10           |
| 16. | Visionary (alternatieve versie) | 15:18          |

Visionary is een suite die niet op het originele album kwam; het klinkt als middeleeuwse muziek, richting eerste albums van Strawbs. Het is een weergave van de eerste opzet van het album.